# Jean-Philippe Delpech
Jean-Philippe Delpech (* 1. September 1967 in Toulouse) ist ein ehemaliger französischer Fußballspieler und späterer -trainer.

## Spielerkarriere
Delpech begann seine Laufbahn beim FC Toulouse, wo er von 1985 an im Kader der Erstligamannschaft stand und zunächst als Stürmer auflief, bevor er wegen seiner mangelnden Torgefährlichkeit ins Mittelfeld geholt wurde. Auch wenn er in den ersten Jahren in der höchsten französischen Spielklasse nicht über gelegentliche Einsätze hinauskam, schaffte er den Sprung in die französische U-21-Auswahl und auf Vereinsebene zudem das Debüt im europäischen Wettbewerb. 
Von der Saison 1988/89 an avancierte er zum Stammspieler und zählte einige Jahre lang zu den Leistungsträgern, bis er 1993 vom finanziell angeschlagenen Ligakonkurrenten AS Saint-Étienne abgeworben wurde. Dort verlor er nach einem Jahr seinen Platz in der ersten Elf und musste 1996 dazu den Abstieg in die Zweitklassigkeit hinnehmen, blieb dem Verein aber dennoch treu. 1997 wechselte er zur ebenfalls zweitklassigen AS Beauvais, für die er nach dem Abstieg 1999 in der dritten Liga weiter auflief; mit der Drittligameisterschaft 2000 holte er den einzigen Titel seiner Karriere, auch wenn er sich im selben Jahr mit 32 Jahren nach 226 Erstligapartien mit neun Toren sowie weiteren Einsätzen in der zweiten und dritten Spielklasse für eine Beendigung seiner Profilaufbahn entschied.

## Trainerkarriere
Neben einem im Anschluss ans Karriereende ergriffenen Beruf als Schauspieler befasste er sich als Amateurtrainer sowie Kommentator weiterhin mit dem Fußball. 2012 übernahm er den Trainerposten beim algerischen Zweitligisten SA Mohammadia.